# Bob Corker
Bob Corker (Orangeburg, 1952. augusztus 24. –) az Amerikai Egyesült Államok Tennessee államának szenátora.